# Елюй Туюй
Елюй Туюй (кит. 耶律突欲) 899 — 7 января 937, китайское имя — Елюй Бэй (кит. 耶律倍) — старший сын Елюя Амбагая, основателя киданьской империи Ляо, ван подвластного киданям государства Дундань, старший брат второго императора Ляо, Елюя Яогу, и отец третьего императора Ляо, Елюя Уюя.

## Биография

### Происхождение и ранние годы
Елюй Туюй родился в 899 году. Он был старшим из трёх сыновей Елюя Амбагая и его жены Шулюй. Елюй Туюй участвовал в военных походах своего отца против племени угу и Китая . В 916 году, когда Елюй Амбагай принял императорский титул, он объявил Елюя Туюя своим наследником. Туюй отличался образованностью и любовью к китайской культуре. Например, с его именем связывается постройка первого у киданей храма в честь Конфуция.
В 916 году Елюй Амбагай обратился к своим сановникам и сказал, что хотел бы служить Небу и почитать духов, но не знает, кто из выдающихся людей прошлого достоин того, чтобы ему можно было приносить жертвы. Они ответили, что самым выдающимся из людей следует считать Будду. Но Елюй Туюй возразил им, сказав, что буддизм -- это не китайская религия. Он предложил кандидатуру Конфуция. Елюй Амбагай обрадовался и построил храм в честь этого древнего философа, приказав Туюю приносить в нём жертвы весной и осенью.

### Правитель государства Дундань
В 926 году, после того, как кидани захватили столицу государства Бохай, город Фуюйчэн (кит. 城夫餘), Елюй Амбагай создал на только что завоёванной территории вассальное государство Дундань (кит. 東丹). Правителем этого государства и своим наследником Елюй Амбагай сделал Елюя Туюя. Он получил титул Жэньхуан-вана.
Как сообщает «История государства киданей», Елюй Туюй был правителем и де-юре, и де-факто: «Следует сказать, что, когда Туюй управлял государством Дундань, то есть бывшим государством Бохай, у него также были дворцы, он носил головной убор с двенадцатью свешивающимися кистями из яшмы. На всех его одеждах были нарисованы изображения дракона, и он правил, отдавая указы и распоряжения. Он самостоятельно снимал и назначал всех чиновников в Бохае, начиная с правого и левого государственных советников и великого советника двора. Киданьскому государству ежегодно платилась только дань в размере пятидесяти тысяч кусков тонкого полотна, ста тысяч кусков грубого полотна и одной тысячи лошадей». Туюй также мог самостоятельно отправлять посольства в Китай и Японию.
В государстве во многом сохранялись старые административная система и территориальное деление, принятые ещё в Бохае. На высшие государственные посты левого и правого великого министров и их помощников назначались поровну представители бохайской и киданьской знати.

### Низложение как наследника
После смерти Елюя Амбагая в Бохае в 926 году императрица Шулюй и Елюй Туюй покинули эту страну, так как они должны были отвезти тело покойного на родину. По распоряжению императрицы, государством Дундань стал управлять младший брат Елюя Амбагая, Елюй Аньдуань (кит. 耶律安端).
Несмотря на то, что Елюй Туюй считался наследником престола, он так и не стал императором. Согласно версии, изложенной в «Истории государства киданей», Елюй Туюй не был возведён в императорский сан потому, что его мать, вдовствующая императрица Шулюй предпочла видеть на престоле своего второго сына, Елюя Яогу.
Вернувшись в пределы Ляо, она созвала всех киданьских вождей и сообщила им, что одинаково любит обоих сыновей, а потому не знает, кого же из них сделать императором. После этого Шулюй предложила присутствующим вождям самим решить, кто станет следующим императором Елюй Туюй или Елюй Яогу. Она приказала обоим сыновьям сесть на лошадей перед юртой. Выразить свою поддержку претенденту на престол можно было, подхватив его коня под уздцы. Поскольку все вожди знали, что императрице Шулюй хотелось бы видеть на престоле своего второго сына, они бросились к нему и подхватили его лошадь под уздцы. После этого Шулюй объявила Елюя Яогу императором Тайцзуном.
Как предполагают современные российские историки, эти предпочтения могли быть связаны с чрезмерным увлечением Елюя Туюя китайской культурой. Елюй Туюй действительно выделялся среди других киданей своей образованностью. Как сообщает Е Лун-ли, он любил читать, а не охотиться. Будучи ваном государства Дундань, Туюй приказал собрать слитки золота и тайком поехал в Ючжоу, чтобы накупить себе книг. Нагрузив телеги своими приобретениями, он вернулся обратно и устроил библиотеку на горе Иулюй, назвав её «Библиотекой Любования Морем». Кроме того, Туюй хорошо разбирался в натурфилософии, знал музыку, врачевание, писал сочинения на китайском и киданьском языках, перевёл на киданьский язык даосскую книгу «Иньфуцзин». Он был ещё и художником. Нарисованные им картины, к примеру, «Стреляющий всадник», «Всадники, охотящиеся по снегу», «Тысяча оленей», хранились при дворе сунского императора.
Тем не менее, Е Лун-ли в «Истории государства киданей» добавляет также, что Туюй был необыкновенно жестоким человеком, которому нравилось пить человеческую кровь. Во время своего пребывания в империи Поздней Тан он прокалывал своим служанкам плечи и сосал кровь из их ран. Кроме того, Туюй вырывал слугам и служанкам глаза за незначительные провинности, вырезал у них куски мяса или жёг их огнём. Н. Н. Крадин и А. Л. Ивлиев в «Истории киданьской империи Ляо» остроумно называют его «дальневосточным Дракулой» .
По версии «Ляо ши», Елюй Туюй сам отказался от престола в пользу Елюя Яогу, так как знал о желании матери возвести на престол его младшего брата. Он будто бы сказал, что, поскольку Елюю Яогу все уже и так подчиняются и при дворе, и за его пределами, то и государством должен управлять именно он.
Не исключено также, что свою роль в отстранении Туюя от престола сыграл характерный для монголоязычных народов минорат, при котором наследником становился именно младший сын-отчигин.

### Бегство в пределы Поздней Тан
Как рассказывается в «Истории государства киданей», после низложения в качестве наследника престола Елюй Туюй счёл себя обиженным и попытался бежать ко двору императора Поздней Тан Мин-цзуна (кит. 後唐), но был задержан пограничными дозорами. Императрица Шулюй не стала его наказывать, а только отправила его в государство Дундань. В 930 году Елюй Туюй снова попытался бежать в Позднюю Тан. В этот раз его попытка увенчалась успехом. Вместе с сорока приближёнными он переправился по морю и прибыл ко двору правителя Поздней Тан.
Но «Ляо ши» сообщает, что после вступления на престол Елюй Яогу опасался Туюя, а поэтому приказал ему жить в городе Дунпин (кит. 東平), который переименовали в Южную столицу. Сюда же были переселены многие жители Бохая. Кроме того, за Туюем была установлена тайная слежка.
Ранее считалось, что причиной этого было стремление Елюя Яогу, ставшего императором Тай-цзуном, контролировать своего старшего брата. Но не исключено, что интрига была более тонкой. В 1992 году, во время раскопок захоронения киданьского вельможи Елюя Юйчжи, была найдена его эпитафия, из которой следовало, что идея этого переселения принадлежала самому Туюю, который старался перебраться поближе к побережью. Оттуда ему было бы легче сбежать под покровительство Мин-цзуна .
Тем не менее, переселение Туюя не ослабило противоречий между братьями. Тай-цзун неоднократно вызывал старшего брата ко двору, сам посещал его в Южной Столице, направил специального чиновника, чтобы «увещевать и успокаивать» Туюя и в конце концов приставил к нему особый эскорт, задачей которого было не столько охранять Туюя, сколько следить за ним и стеснять его действия .
Узнав об этом, император Поздней Тан Мин-цзун (кит. 後唐) отправил к Туюю гонца, предлагая ему приехать в его владения. Под предлогом охоты Туюй подъехал к берегу моря, а потом переправился на земли Поздней Тан. Своим приближённым Елюй Туюй объяснил свой побег так: «Я уступил Поднебесную императору, но он относится ко мне с подозрением, мне лучше уехать в чужое государство».

### В империи Поздняя Тан
В 931 году император Мин-цзун пожаловал Туюю фамилию Дундань (кит. 東丹), имя Му-хуа (кит. 慕華), и назначил генерал-губернатором округа Хуайхуа и военным инспектором Жуй, Чжэнь и других областей. На следующий год Мин-цзун ещё раз переименовал Туюя, на этот раз назвав его Ли Цзань-хуа (кит. 李贊華). Год спустя он назначил Елюй Туюя (вернее, Ли Цзань-хуа) на должность генерал-губернатора области Ичэн и подобрал ему чиновников в штат.
Как сообщает «История государства киданей», на этой должности бывший киданьский принц предавался праздности и развлекался, не принимая участия в делах управления вверенными ему землями. Тем не менее, император Мин-цзун хвалил Ли Цзань-хуа и, хотя тот часто нарушал законы, не обращал на это внимания.
Находясь в пределах Поздней Тан, Елюй Туюй сложил стихи, в которых он рассказывал о своей судьбе, и приказал вырезать их на деревянном столбе, а столб поставить на берегу моря. Стихи эти гласили:
Маленькая гора подавила большую гору,

У большой горы совершенно не оказалось сил.

Ей стыдно смотреть на своих земляков,

Поэтому отсюда в поисках пристанища

Она бежала в чужое государство  .

### Смерть
В 933 году император Мин-цзун умер, и на трон Поздней Тан вступил его родной сын Ли Цун-хоу (кит. 李從厚). Его приёмный сын, Ли Цун-кэ (кит. 李從珂), взбунтовался против него, убил его и сам занял трон. Тогда его родственник Ши Цзинтан, который впоследствии стал основателем империи Поздняя Цзинь, поднял восстание против узурпатора. Вскоре Ши Цзинтан обратился за помощью к киданям. При этом, находясь в пределах Поздней Тан, Елюй Туюй непрерывно поддерживал связь со своими сородичами. Например, когда Ли Цун-кэ захватил власть, он написал своему брату Елюю Яогу письмо, советуя ему покарать этого мятежника.
В конце концов, когда войска Ши Цзинтана подступили к столице Поздней Тан, Ли Цун-кэ предложил Туюю покончить жизнь самоубийством и сжечь самого себя. Туюй отказался, тогда узурпатор послал евнуха Цинь Цзиминя и начальника охраны императорского города Ли Яньшэня убить Туюя в его усадьбе. Это произошло в 937 году. Туюю было 38 лет.
Когда Ши Цзин-тан вступил в столицу Поздней Тан, он велел посмертно пожаловать погибшему титул Янь-вана и отправил посла, чтобы с почётом проводить его тело на родину. В дальнейшем, когда Елюй Яогу победил войска династии Поздняя Цзинь, созданной Ши Цзин-таном, и вступил на центральную равнину, он разыскал Ли Янь-шэна и Цинь Цзи-миня и казнил их. Членов их семей и их имущество он подарил Уюю, сыну Елюя Туюя.
Впоследствии Уюй, вступивший на престол империи киданей под титулом Ши-цзуна, похоронил отца на горе Иулюй и поднёс ему посмертный титул Жанго хуанди, то есть «Император, уступивший государство».

## Семья
Жена Елюя Туюя носила фамилию Сяо и, вероятно, была родственницей его матери, императрицы Шулюй. У неё не было детей. Его наложница, принадлежавшая к той же самой семье, родила ему троих сыновей, включая его старшего сына Уюя, ставшего одним из императоров Ляо под именем Ши-цзуна. Впоследствии Уюй пожаловал своей матери титул вдовствующей императрицы. Его четвёртый сын, Елюй Лунсянь, родился от наложницы, которая принадлежала к семье бывших бохайских правителей. Пятый сын и дочь родились от двух других наложниц.
Во время своего бегства ко двору Мин-цзуна Елюй Туюй взял с собой только свою наложницу Гао. Все остальные члены его семьи, включая Уюя и его мать, оставались среди киданей.
Когда Туюй прибыл в империю Поздняя Тан, тамошний император Мин-цзун отдал ему в жёны бывшую наложницу своего предшественника Ли Цуньсюя. Её фамилия была Ся. Но не в силах выносить кровожадность Туюя, она подала Мин-цзуну доклад с просьбой о разводе и ушла в буддийский монастырь.